# Petrorossia limitarsis
Petrorossia limitarsis är en tvåvingeart som först beskrevs av Enrico Adelelmo Brunetti 1909.  Petrorossia limitarsis ingår i släktet Petrorossia och familjen svävflugor. Inga underarter finns listade i Catalogue of Life.